# Acrilato

O ânion acrilato

O ion acrilato (CH2=CHCOO−) é o ânion do ácido acrílico. Acrilatos são os sais e os ésteres do ácido acrílico. O nome IUPAC é propenoato, visto que o nome IUPAC do ácido acrílico é ácido propenóico.
Os acrilatos contém o grupo vinil (dois átomos de carbono ligados por ligação dupla) ligados a um grupo carboxila.
Acrilatos e metacrilatos (os sais e ácidos do ácido metacrílico ou ácido metil propenóico) são monômeros comuns em polímeros plásticos, formando os polímeros acrílicos. Acrilatos formam polímeros facilmente por causa da alta reatividade da ligação dupla.
Supõe-se que o acrilato seja usado pelo fitoplâncton marinho como um veneno defensivo contra predadores como os protozoários. Quando atacado, a DMSP liase quebra o DMSP em DMS (gasoso) e acrilato. [carece de fontes?]